# پاریس پیشمیش

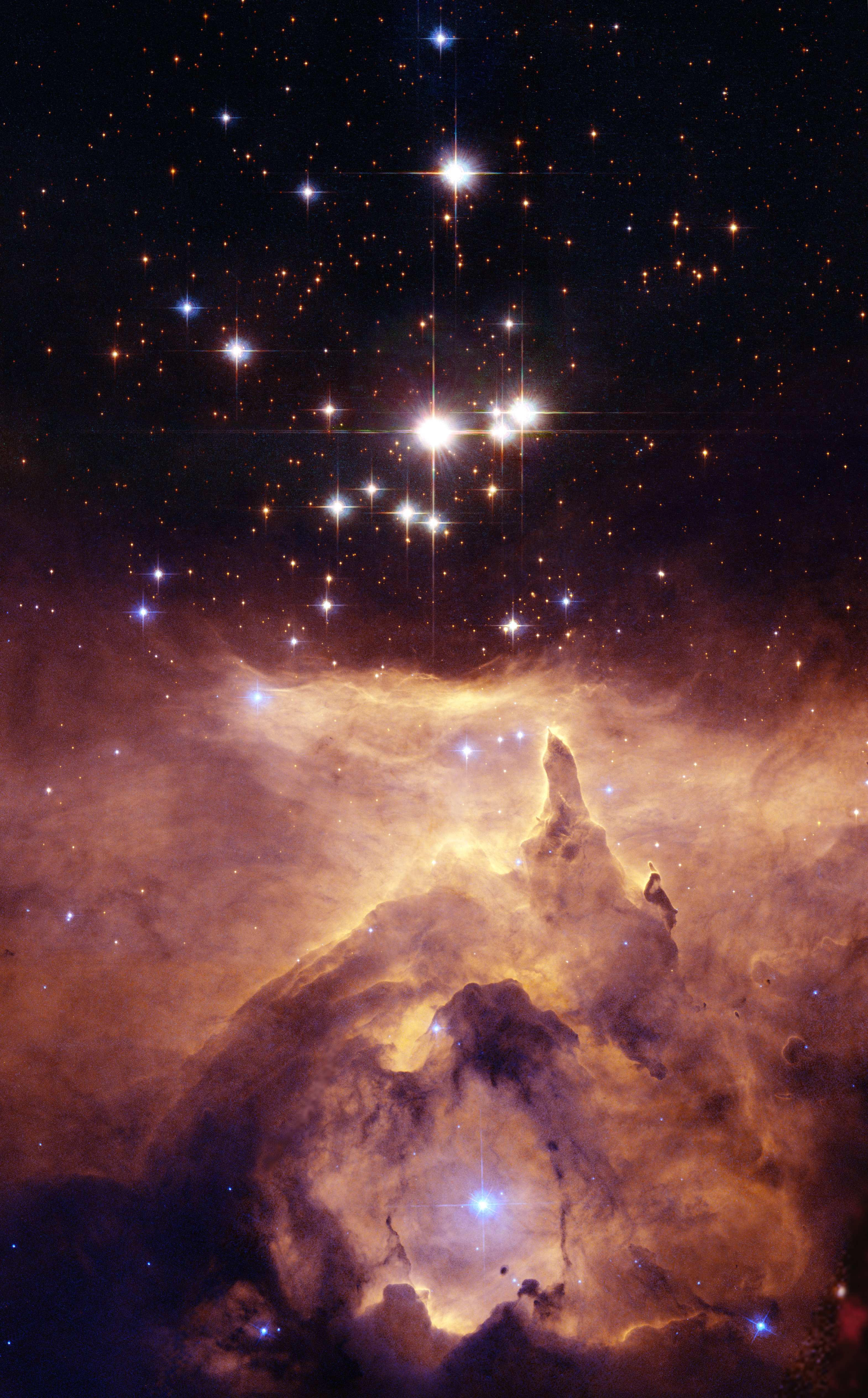

پاریس پیشمیش (ارمنی: Պարիս Փիշմիշ؛ ۳۰ ژانویهٔ ۱۹۱۱ – ۱ اوت ۱۹۹۹) یک ستاره‌شناس اهل ارمنستان بود.
با نام اصلی ماری سوکیاسیان (ارمنی: Մարի Սուքիասյան) در محله اورتاکوی کنستانتینوپل به دنیا آمد. در سال ۱۹۳۷ وی نخستین بانوی است که مدرک پی‌اچ‌دی را از دانشکده علوم دانشگاه استانبول کسب نمود.
وی نخستین ستاره‌شناس حرفه‌ای در کشور مکزیک بود.
دختر وی الیسا نیز یک اخترفیزیک است.